# Haemaphysalis hystricis
Haemaphysalis hystricis är en fästingart som beskrevs av Supino 1897. Haemaphysalis hystricis ingår i släktet Haemaphysalis och familjen hårda fästingar. Inga underarter finns listade i Catalogue of Life.